# Molophilus (Molophilus) aditi
Molophilus (Molophilus) aditi is een tweevleugelige uit de familie steltmuggen (Limoniidae). De soort komt voor in het Oriëntaals gebied.